# Elegi för unga älskande

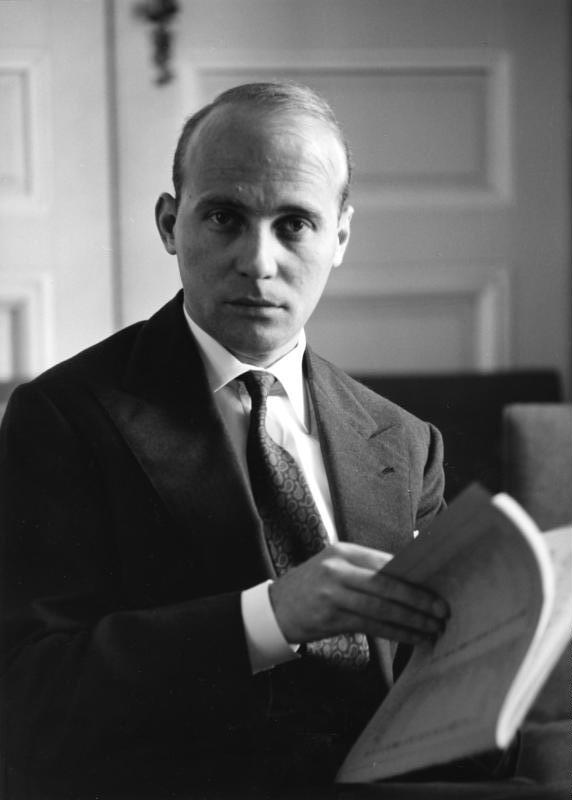
Hans Werner Henze

Elegi för unga älskande (Elegie für junge Liebende) är en opera i tre akter med musik av Hans Werner Henze med libretto av W.H. Auden och Chester Kallman.

## Historia
År 1958 fick Henze en beställning från Süddeutscher Rundfunk på en opera till festspelen i Schwetzingen. Han bad Auden och Kallman, som tidigare tillsammans hade skrivit librettot till Stravinskijs opera Rucklarens väg, att utarbeta texten. De byggde upp den i 34 korta scener med programmatiska titlar och på den skapade Henze en kammaropera med det romantiska temat "konstnärens inspirationskriser". Operan framfördes första gången den i 20 maj 1961 i Schwetzingens slottsteater i en tysk översättning gjord av prins Ludvig av Hessen. Den första gången den spelades med den engelska originaltexten var i Glyndebourne, även det 1961. Juilliard School satte upp operan i New York 1965 med Henze som dirigent.  Henze reviderade operan 1987 och den versionen hade premiär i Venedig den 28 oktober 1988.
Enligt författaren Ann Saddlemyer i sin bok Becoming George: The Life of Mrs. W. B. Yeats (2002), är poeten delvis baserad på W. B. Yeats och hans hustru "George" (Georgie Hyde-Lees) var inspiration till både sekreteraren och kvinnan med synerna. David Anderson har noterat att poeten också föreställer Auden själv. Robert Henderson har sammanfattat operans tes:
Elegy for Young Lovers... är en bitter anklagelse över romantikens syn på konstnären som hjälte, skoningslöst snyltande på sina medmänniskor för att tillgodose sin egen monstruöst och ohumant egoistiska aptit.
Auden och Kallman beskrev operan som deras motsvarihet till Richard Strauss opera Arabella. På titelsidan skrev Henze: Till minne av Hugo von Hofmannsthal, österrikare, europé och mästerlibrettist, är detta verk tillägnat honom i tacksamhet från dess tre upphovsmän.
Henze citerade material från arian My own, my own i sin femte symfoni fullbordad 1962.

## Personer
| Roller                                                        | Röstläge        | Premiärbesättning 20 maj 1961 Dirigent: Heinrich Bender |
| ------------------------------------------------------------- | --------------- | ------------------------------------------------------- |
| Hilde Mack, en änka                                           | koloratursopran | Eva Maria Rogner                                        |
| Elizabeth Zimmer                                              | sopran          | Ingeborg Bremert                                        |
| Carolina, Grevinnan av Kirchstätten, Mittenhofers sekreterare | kontraalt       | Lilian Benningsen                                       |
| Toni Reischmann                                               | tenor           | Friedrich Lenz                                          |
| Gregor Mittenhofer, en poet                                   | baryton         | Dietrich Fischer-Dieskau                                |
| Dr. Wilhelm Reischmann, en läkare                             | bas             | Karl-Christian Kohn                                     |
| Josef Mauer, en bergsbestigare                                | talroll         | Hubert Hilten                                           |

## Handling
Akt I
Den egocentriske poeten Gregor Mittenhofer vistas på ett hotell i Alperna där han hoppas på inspiration från änkan Hilde Mack, som i 40 år har väntat på att hennes man skall komma tillbaka från en expedition till berget Hammerhorn. Dr Reischmanns son Toni kommer på besök och då han träffar Mittenhofers musa Elizabeth Zimmer börjar Hilde som i trans tala om kärlek och död under snön. Mittenhofer inspireras genast till en dikt som han kallar "De älskande". En färdledare har funnit en död kropp i en jökel på Hammerhorn och då man förmodar att det är Hildes man, får Elizabeth i uppdrag att delge henne den fruktansvärda nyheten. Toni är också där och han förälskar sig i Elizabeth.
Akt II
Mittenhofer har förlorat sin inspirationskälla och måste nu gå andra vägar. Toni och Elizabeth har bekänt sin kärlek för varandra. Mittenhofer har hört talas om deras förbindelse och spelar på Elizabeths skuldkänslor. Därför kommer hon sig inte för med att be honom om sin frihet, utan Toni uppsöker honom i stället. Till deras överraskning välsignar Mittenhofer förbindelsen och ber bara att de skall hämta en viss blomma på Hammerhorn. Han behöver den för att skriva sin dikt "De älskande" färdig. Då han blir ensam ger han utlopp för sin svartsjuka och sårade fåfänga.
Akt III
Hilde Mack återvänder till Wien medan Toni och Elizabeth går ut på sin bergsvandring. Just när de har gett sig av utbryter en snöstorm, och hotellets färdledare frågar oroligt om några hotellgäster är på vandring i bergen. Nej, säger Mittenhofer som vill ha de unga älskandes död som inspiration till sin dikt. Toni och Elizabeth har gått vilse och inväntar döden i snöstormen. De målar ut för sig hur deras gemensamma liv skulle ha förlöpt och dör i frid.
Med anledning av sin 60-årsdag blir Mittenhofer ombedd att läsa sin nya dikt "Elegi för unga älskande". Han dedicerar den till det unga paret som omkom så tragiskt. Under uppläsningen blandar sig hans röst med alla dem som har inspirerat honom.